# Jan Kobzáň
Jan Kobzáň (9. července 1901 Liptál – 10. října 1959 Velké Karlovice-Soláň) byl moravský akademický malíř, grafik, sběratel lidové slovesnosti a spisovatel. Je autorem loga firmy Baťa.

## Život

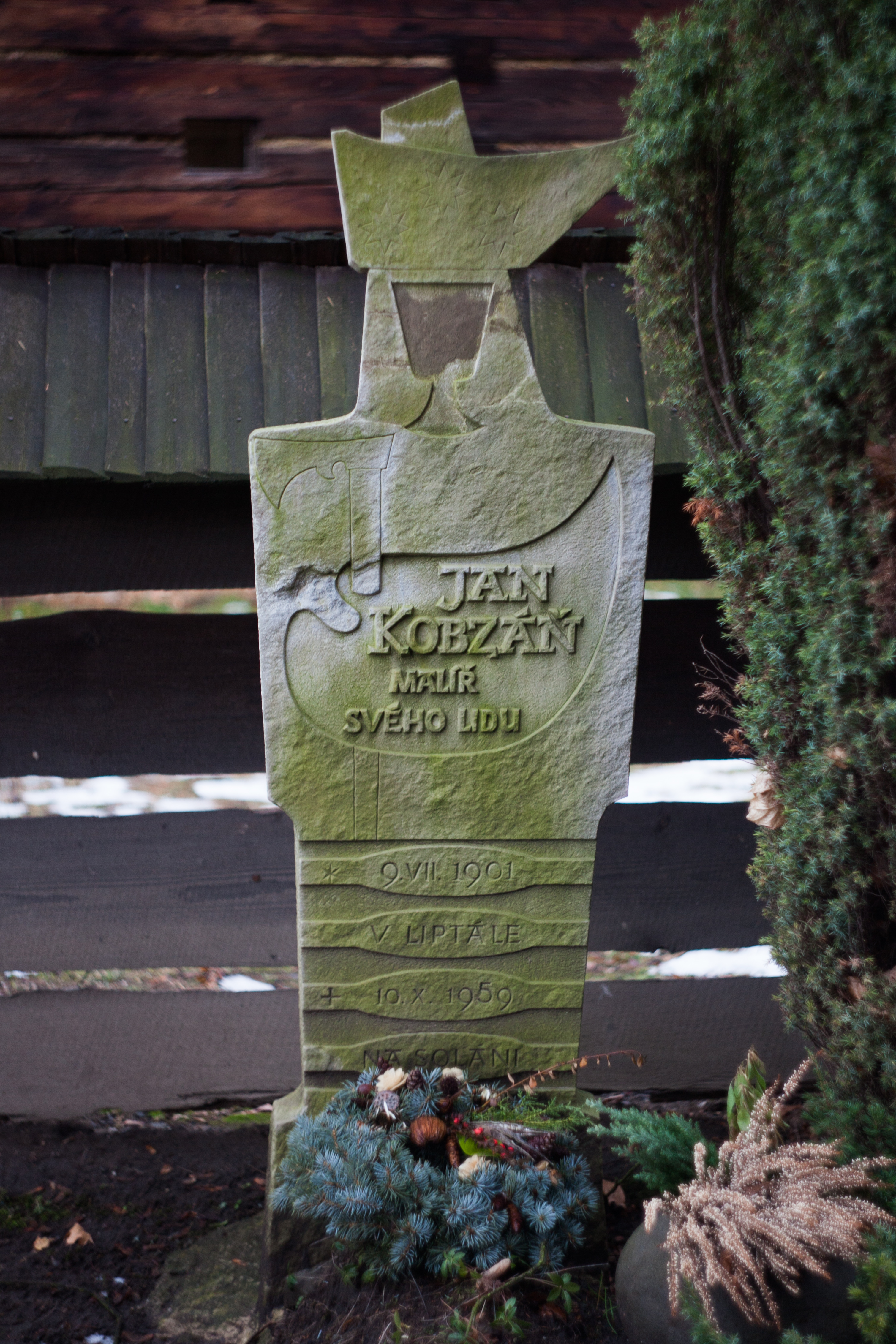
Hrob Jana Kobzáně na Valašském Slavíně

Narodil se v rodině tesaře Jana Kobzaně (1875–1955) a Anny roz. Laštovicové (1877–1904). Měl vlastní sestru Annu (1902–1928) a čtyři sourozence z druhého manželství otce: Karla (1906–1973) Evu Abrtovou (1911–1965), Miroslavu Hejnalovou (1917–1990) a Prokopa (1920–1960).
Po smrti matky ho otec opustil, a tak ho v Jasenné vychovávala teta. Do obecné školy chodil v Liptále, na měšťanku ve Vsetíně. Když mu bylo 15 let, začal pracovat jako dělník na pile Baťových závodů ve Zlíně. Jeho výtvarný talent zaujal samotného Tomáše Baťu. Tomu se Kobzáňovy kresby zalíbily natolik, že mu navrhl studium na odborné umělecké škole. Roku 1918 tak Jan Kobzáň začal studovat Uměleckoprůmyslovou školu v Praze (stal se zde žákem prof. Josefa Schussera, Jaroslava Bendy, Vratislava Huga a Františka Kysely). Po škole pokračoval ještě dva roky na Akademii výtvarných umění kde studoval kresbu u profesora Maxe Švabinského.
Po ukončení studií nastoupil zpátky k firmě Baťa a pracoval zde v oddělení reklamy. Byl mj. autorem designu světoznámé značky firmy Baťa. Tato práce jej však neuspokojovala a postupně se vydal na uměleckou dráhu. R. 1938 se oženil s malířkou Mladou Šiškovou (1909–1995), spolu měli dvě děti, dcera Jana Dočkalová-Kobzáňová (1946) se rovněž stala výtvarnicí. Za druhé světové války se Jan Kobzáň zapojil do odbojového hnutí – pořídil známé portréty partyzánských velitelů. 
Rozsáhlou venkovní expozici Kobzáňova díla nabízí rožnovské sídliště Záhumení, jehož domy, okna či balkóny vyzdobil množstvím sgrafit. Ačkoli sídliště vznikalo v 50. letech 20. století, bylo mu dopřáno využít v nich rostlinné a zvířecí motivy anebo náměty ze starých pověstí. Jeho sgrafita či fresky lze nalézt také v rožnovské ulici Pionýrská a dále na budovách ve Valašském Meziříčí nebo Holešově.
Byl rovněž významným regionálním spisovatelem a sběratelem valašského folklóru, pověstí a pohádek. Řadu knih rovněž ilustroval.
V závěrečném období svého života žil a tvořil na chalupě na Soláni ve Velkých Karlovicích. Ve věku 58 let zde zemřel na srdeční selhání. Byl pohřben na Valašském Slavíně, hřbitůvku obklopujícím kostelík sv. Anny ve Valašském muzeu v přírodě 

## Dílo
- O zbojníkoch a pokladoch: z moravského Valašska (1927)
- Zbojnický testament: horalská mozajka ze západních Karpat (1935)
- Horový strážný duch: úryvek z připravené knihy valašských besed od rozvodí Bečvy a Dřevnice – napsal v původním lidovém nářečí (1940)
- U počátků vod – z autorovy pozůstalosti vybrali a edičně připravili Niki Otisková a Lubomír Petr; úvodní slovo a doslov napsal Josef Strnadel; s použitím autorových dřevorytů graficky upravil Jiří Moldřík (1984)